# Octodon pacificus
Octodon pacificus là một loài động vật có vú trong họ Octodontidae, bộ Gặm nhấm. Loài này được Hutterer miêu tả năm 1994.